# Michael Torke
Michael Torke (født 22. september 1961) er en amerikansk komponist, hvis stil er præget af minimalisme. 
Michael Torke har komponeret inden for flere genrer, men har i særdeleshed skrevet musik for symfoniorkester. Mange af hans værker er kendetegnet af vedholdende rytmiske figurer og iørefaldende melodier. Blandt hans mest kendte orkesterværker er:
- Javelin
- An American Abroad
- Color Music
- Saxofonkoncert
- Jasper
- Rapture (koncert for slagtøj og orkester)